# Eurosclerose
Eurosclerose (te vertalen als Europa moe) is een term die gedurende de jaren 70 en jaren 80 van de 20e eeuw veel gebruikt werd als aanduiding voor zowel een politieke periode als economisch patroon in Europa. De term was afgeleid van de medische term sclerose.
De term werd oorspronkelijk bedacht door de Duitse econoom Herbert Giersch om te omschrijven hoe regelzucht en een goede verzorgingsstaat uiteindelijk de efficiëntie en groei van de arbeidsmarkt zouden belemmeren. De term werd nadien voornamelijk door Amerikaanse economen gebruikt om de destijds geldende situatie op de Europese arbeidsmarkt aan te duiden. Veel Europese landen kenden in die tijd een hoge mate van werkloosheid en maar weinig groei van arbeidsplaatsen, ondanks dat het in economisch opzicht wel goed ging. Tevens was in dezelfde periode een stagnatie te zien van de Europese integratie. Ook kende Europa een gebrek aan democratie. Over de oorzaak van deze situatie deden zich verschillende theorieën ronde, waaronder dat bepaalde groepen mensen niet meer mee zouden kunnen komen op de arbeidsmarkt vanwege nieuwe technologische ontwikkelingen, en dat mensen dankzij hoge uitkeringen niet gemotiveerd zouden worden weer te gaan werken.
Volgens de Belgische premier Wilfried Martens kwam er een einde aan de Eurosclerose dankzij de Europese Akte van 1986.
In de jaren erop is de term uitgegroeid tot een algemene benaming voor elk soort economische stagnatie.